# Puchar Ukrainy w piłce nożnej (1993/1994)
Puchar Ukrainy 1993/1994 - III rozgrywki ukraińskiej FFU, mające na celu wyłonienie zdobywcy krajowego Pucharu, który zakwalifikuje się tym samym do Puchar Zdobywców Pucharów sezonu 1994/95. Sezon trwał od 1 sierpnia 1993 do 29 maja 1994.
W sezonie 1993/1994 rozgrywki te składały się z:
- meczów 1/64 finału,
- meczów 1/32 finału,
- dwumeczów 1/16 finału,
- dwumeczów 1/8 finału,
- dwumeczów 1/4 finału,
- dwumeczów 1/2 finału,
- meczu finałowego.

## Drużyny
Do rozgrywek Pucharu przystąpiło 60 klubów Wyższej, Pierwszej, Drugiej i Przejściowej Lihi oraz 20 zdobywców Pucharu obwodów Ukrainy. 
| Kluby Wyższej Lihi: | Kluby Pierwszej Lihi: | Kluby Drugiej Lihi: | Kluby Przejściowej Lihi:                    |
| - Bukowyna Czerniowce - Czornomoreć Odessa - Dnipro Dniepropetrowsk - Dynamo Kijów - Karpaty Lwów - Kremiń Krzemieńczuk - Metalist Charków - Metałurh Zaporoże - Nywa Tarnopol - Nywa Winnica - Szachtar Donieck - Tawrija Symferopol - Temp Szepietówka - Torpedo Zaporoże - Weres Równe - Wołyń Łuck - Zoria-MAŁS Ługańsk | - Artanija Oczaków - Chimik Siewierodonieck - Chimik Żytomierz - Desna Czernihów - Dnipro Czerkasy - Dynamo-2 Kijów - Ewis Mikołajów - Krystał Czortków - Metałurh Nikopol - Naftowyk Ochtyrka - Nord-AM-Podilla Chmielnicki - Polihraftechnika Oleksandria - Prykarpattia Iwano-Frankowsk - Pryładyst Mukaczewo - SBTS Sumy - SK Odessa - Skała Stryj - Stal Ałczewsk - Worskła Połtawa - Zakarpattia Użhorod | - Azoweć Mariupol - Bażanoweć Makiejewka - Borysfen Boryspol - Czajka Sewastopol - Czornomoreć-2 Odessa - Dnister Zaleszczyki - Drużba Berdiańsk - Dynamo Ługańsk - Hałyczyna Drohobycz - Jawir Krasnopole - Meliorator Kachowka - Metałurh Konstantynówka - Naftochimik Krzemieńczuk - Roś Biała Cerkiew - Szachtar Pawłohrad - Tawrija Chersoń - Tytan Armiańsk - Wahonobudiwnyk Stachanow - Wojkoweć Kercz - Zirka Kirowohrad | - FK Lwów - Frunzeneć Saki - Nywa Karapysze |

Zdobywcy Pucharu obwodów spośród amatorów:
- Adwis Chmielnicki (obwód chmielnicki)
- Awanhard Łozowa (obwód charkowski)
- Awanhard Roweńky (obwód ługański)
- Błaho Błahojewe (obwód odeski)
- Chimik Czerkasy (obwód czerkaski)
- Chimik Sokal (obwód lwowski)
- Chimik Wełykyj Byczkiw (obwód zakarpacki)
- Dynamo Wysokopilla (obwód chersoński)
- Ewis-2 Mikołajów (obwód mikołajowski)
- Hirnyk Charcyzk (obwód doniecki)
- Intehrał Winnica (obwód winnicki)
- Karpaty Czerniowce (obwód czerniowiecki)
- Krok Żytomierz (obwód żytomierski)
- Metałurh Nowomoskowsk (obwód dniepropetrowski)
- Nywa Trembowla (obwód tarnopolski)
- Pidszypnyk Łuck (obwód wołyński)
- Pokuttia Kołomyja (obwód iwanofrankowski)
- Spartak Ochtyrka (obwód sumski)
- Suła Łubnie (obwód połtawski)
- Torpedo Melitopol (obwód zaporoski)

## Terminarz rozgrywek

### 1/64 finału
| 1 sierpnia 1993              |     |                              |                                                              |
| Bażanoweć Makiejewka         | 2:3 | Stal Ałczewsk                |                                                              |
| Dynamo Ługańsk               | 2:1 | Wahonobudiwnyk Stachanow     |                                                              |
| Hirnyk Charcyzk              | 1:4 | Metałurh Konstantynówka      |                                                              |
| Awanhard Roweńky             | 2:0 | Chimik Siewierodonieck       |                                                              |
| Dynamo Wysokopilla           | 0:3 | Zirka Kirowohrad             |                                                              |
| Metałurh Nowomoskowsk        | 1:2 | Worskła Połtawa              |                                                              |
| Awanhard Łozowa              | 0:2 | SBTS Sumy                    |                                                              |
| Błaho Błahojewe              | 0:5 | Ewis Mikołajów               |                                                              |
| Ewis-2 Mikołajów             | 2:3 | SK Odessa                    |                                                              |
| Torpedo Melitopol            | 1:2 | Metałurh Nikopol             | (dod.)                                                       |
| Drużba Berdiańsk             | +:- | Azoweć Mariupol              | Azoweć Mariupol dyskwalifikowany przez naruszenie regulaminu |
| Meliorator Kachowka          | 1:0 | Tawrija Chersoń              |                                                              |
| Artanija Oczaków             | 2:0 | Czornomoreć-2 Odessa         |                                                              |
| Tytan Armiańsk               | 1:3 | Wojkoweć Kercz               | (dod.)                                                       |
| Frunzeneć Saki               | 1:1 | Czajka Sewastopol            | (dod., k. 5:4)                                               |
| Nywa Trembowla               | 1:2 | Nord-AM-Podilla Chmielnicki  |                                                              |
| Chimik Wełykyj Byczkiw       | 0:5 | Prykarpattia Iwano-Frankowsk |                                                              |
| Chimik Sokal                 | 1:3 | Skała Stryj                  |                                                              |
| Pryładyst Mukaczewo          | 2:0 | Zakarpattia Użhorod          |                                                              |
| FK Lwów                      | 2:1 | Hałyczyna Drohobycz          | (dod.)                                                       |
| Karpaty Czerniowce           | 4:1 | Intehrał Winnica             |                                                              |
| Pokuttia Kołomyja            | 4:1 | Dnister Zaleszczyki          |                                                              |
| Adwis Chmielnicki            | 3:1 | Krystał Czortków             |                                                              |
| Chimik Czerkasy              | 1:4 | Naftochimik Krzemieńczuk     |                                                              |
| Jawir Krasnopole             | 1:2 | Naftowyk Ochtyrka            |                                                              |
| Spartak Ochtyrka             | 0:2 | Desna Czernihów              |                                                              |
| Suła Łubnie                  | 2:2 | Dynamo-2 Kijów               | (dod., k. 5:4)                                               |
| Krok Żytomierz               | 0:0 | Roś Biała Cerkiew            | (dod., k. 4:1)                                               |
| Pidszypnyk Łuck              | 1:3 | Weres Równe                  |                                                              |
| Borysfen Boryspol            | 1:0 | Chimik Żytomierz             |                                                              |
| Nywa Karapysze               | 3:1 | Dnipro Czerkasy              |                                                              |
| 3 sierpnia 1993              |     |                              |                                                              |
| Polihraftechnika Oleksandria | 3:0 | Szachtar Pawłohrad           |                                                              |

### 1/32 finału
| 7 sierpnia 1993             |     |                              |                                                                        |
| Stal Ałczewsk               | 6:3 | Dynamo Ługańsk               |                                                                        |
| Metałurh Konstantynówka     | 5:3 | Awanhard Roweńky             |                                                                        |
| Zirka Kirowohrad            | 1:2 | Polihraftechnika Oleksandria |                                                                        |
| Worskła Połtawa             | 2:0 | SBTS Sumy                    |                                                                        |
| Ewis Mikołajów              | 3:1 | SK Odessa                    |                                                                        |
| Metałurh Nikopol            | 2:1 | Drużba Berdiańsk             | (dod.)                                                                 |
| Meliorator Kachowka         | -:+ | Artanija Oczaków             | wynik 2:1 anulowano za naruszenie regulaminu przez Meliorator Kachowka |
| Wojkoweć Kercz              | 1:0 | Frunzeneć Saki               |                                                                        |
| Nord-AM-Podilla Chmielnicki | 1:2 | Prykarpattia Iwano-Frankowsk |                                                                        |
| Skała Stryj                 | 2:0 | Pryładyst Mukaczewo          |                                                                        |
| FK Lwów                     | +:- | Karpaty Czerniowce           | Karpaty Czerniowce nie przybył na mecz                                 |
| Pokuttia Kołomyja           | 2:1 | Adwis Chmielnicki            |                                                                        |
| Naftochimik Krzemieńczuk    | 0:0 | Naftowyk Ochtyrka            | (dod., k. 5:3)                                                         |
| Desna Czernihów             | 5:1 | Suła Łubnie                  |                                                                        |
| Borysfen Boryspol           | 3:0 | Nywa Karapysze               |                                                                        |
| 11 sierpnia 1993            |     |                              |                                                                        |
| Weres Równe                 | 4:1 | Krok Żytomierz               |                                                                        |

### 1/16 finału
|                                    | 1 mecz | 2 mecz | Suma |                        |                |
| ---------------------------------- | ------ | ------ | ---- | ---------------------- | -------------- |
| 15 października i 3 listopada 1993 |        |        |      |                        |                |
| Pokuttia Kołomyja                  | 0:1    | 1:7    | 1:8  | Szachtar Donieck       |                |
| 20 października i 3 listopada 1993 |        |        |      |                        |                |
| Stal Ałczewsk                      | 2:1    | 0:1    | 2:2  | Wołyń Łuck             |                |
| Metałurh Konstantynówka            | 3:1    | 0:2    | 3:3  | Bukowyna Czerniowce    |                |
| Polihraftechnika Oleksandria       | 2:0    | 0:2    | 2:2  | Zoria-MAŁS Ługańsk     | (dod., k. 1:4) |
| Worskła Połtawa                    | 0:0    | 0:3    | 0:3  | Karpaty Lwów           |                |
| Ewis Mikołajów                     | 1:2    | 0:0    | 1:2  | Nywa Winnica           |                |
| Artanija Oczaków                   | 0:4    | 0:3    | 0:7  | Metałurh Zaporoże      |                |
| Wojkoweć Kercz                     | 0:2    | 0:2    | 0:4  | Czornomoreć Odessa     |                |
| Prykarpattia Iwano-Frankowsk       | 1:1    | 1:4    | 2:5  | Nywa Tarnopol          |                |
| Skała Stryj                        | 2:0    | 1:5    | 3:5  | Tawrija Symferopol     | (dod.)         |
| FK Lwów                            | 2:0    | 1:6    | 3:6  | Kremiń Krzemieńczuk    |                |
| Naftochimik Krzemieńczuk           | 1:0    | 0:3    | 1:3  | Temp Szepietówka       |                |
| Desna Czernihów                    | 1:0    | 2:4    | 3:4  | Torpedo Zaporoże       |                |
| Weres Równe                        | 3:0    | 0:1    | 3:1  | Metalist Charków       |                |
| 3 listopada i 24 listopada 1993    |        |        |      |                        |                |
| Borysfen Boryspol                  | 1:3    | 0:4    | 1:7  | Dynamo Kijów           |                |
| 10 listopada i 17 listopada 1993   |        |        |      |                        |                |
| Metałurh Nikopol                   | 1:3    | 0:4    | 1:7  | Dnipro Dniepropetrowsk |                |

### 1/8 finału
|                               | 1 mecz | 2 mecz | Suma |                        |  |
| ----------------------------- | ------ | ------ | ---- | ---------------------- |  |
| 24 listopada i 5 grudnia 1993 |        |        |      |                        |  |
| Wołyń Łuck                    | 2:0    | 1:2    | 3:2  | Bukowyna Czerniowce    |  |
| Zoria-MAŁS Ługańsk            | 2:2    | 1:6    | 3:8  | Karpaty Lwów           |  |
| Nywa Winnica                  | 2:0    | 1:4    | 3:4  | Dnipro Dniepropetrowsk |  |
| Metałurh Zaporoże             | 0:1    | 0:3    | 0:4  | Czornomoreć Odessa     |  |
| Nywa Tarnopol                 | 0:0    | 0:3    | 0:3  | Tawrija Symferopol     |  |
| Kremiń Krzemieńczuk           | 2:1    | 1:1    | 3:2  | Szachtar Donieck       |  |
| Temp Szepietówka              | 2:1    | 0:2    | 2:3  | Torpedo Zaporoże       |  |
| 2 grudnia i 5 grudnia 1993    |        |        |      |                        |  |
| Weres Równe                   | 0:0    | 1:1    | 1:1  | Dynamo Kijów           |  |

### 1/4 finału
|                             | 1 mecz | 2 mecz | Suma |                     |  |
| --------------------------- | ------ | ------ | ---- | ------------------- |  |
| 29 marca i 12 kwietnia 1994 |        |        |      |                     |  |
| Wołyń Łuck                  | 2:1    | 0:2    | 2:3  | Karpaty Lwów        |  |
| Dnipro Dniepropetrowsk      | 0:3    | 0:1    | 0:4  | Czornomoreć Odessa  |  |
| Tawrija Symferopol          | 3:0    | 2:1    | 5:1  | Kremiń Krzemieńczuk |  |
| Torpedo Zaporoże            | 2:1    | 0:1    | 2:2  | Weres Równe         |  |

### 1/2 finału
|                            | 1 mecz | 2 mecz | Suma |                    |  |
| -------------------------- | ------ | ------ | ---- | ------------------ |  |
| 26 kwietnia i 11 maja 1994 |        |        |      |                    |  |
| Karpaty Lwów               | 0:0    | 1:2    | 1:2  | Czornomoreć Odessa |  |
| Tawrija Symferopol         | 2:0    | 0:0    | 2:0  | Weres Równe        |  |

### Finał
Mecz finałowy rozegrano 29 maja 1994 na Stadionie Republikańskim w stolicy Kijowie.
| Czornomoreć Odessa | 0:0 | Tawrija Symferopol | (dod., k. 5:3) |

| Zdobywca Pucharu Ukrainy 1993/94 |
| -------------------------------- |
| Czornomoreć Odessa 2 tytuł       |
| złoto                            |